# James Hutton Kidd
Pour les articles homonymes, voir Kidd.
James Hutton Kidd (12 septembre 1877 - 24 octobre 1945) est un horticulteur et un leader communautaire de Nouvelle-Zélande. Il est né à Hexham, Northumberland, Angleterre.

## Biographie
James Hutton Kidd est le fils de Harriet Alice Lee et de son mari James Hutton Kidd, tailleur. 
La famille émigre en Nouvelle-Zélande quand il est enfant. Elle s'installe d'abord à Christchurch. Hutton se forme au travail agricole avant de décider une spécialisation en arboriculture. Avec son frère Wilfred, il commence à cultiver des pommes et d'autres fruits sur une petite parcelle de terre en ville dans la ceinture de Wanganui. En 1906, il déménage sa culture fruitière à Greytown, pour des raisons de santé. Il achète un terrain de deux hectares qu'il agrandit bientôt en un verger de 8 ha. 
Kidd épouse Ethel Laura (Lola) Gilbert le 31 août 1916 à Roseneath, Wellington. Ils n'auront pas d'enfant.

## Travaux
Hutton Kidd s'intéresse à l'approche scientifique de l'arboriculture et expérimente de nouvelles techniques. 

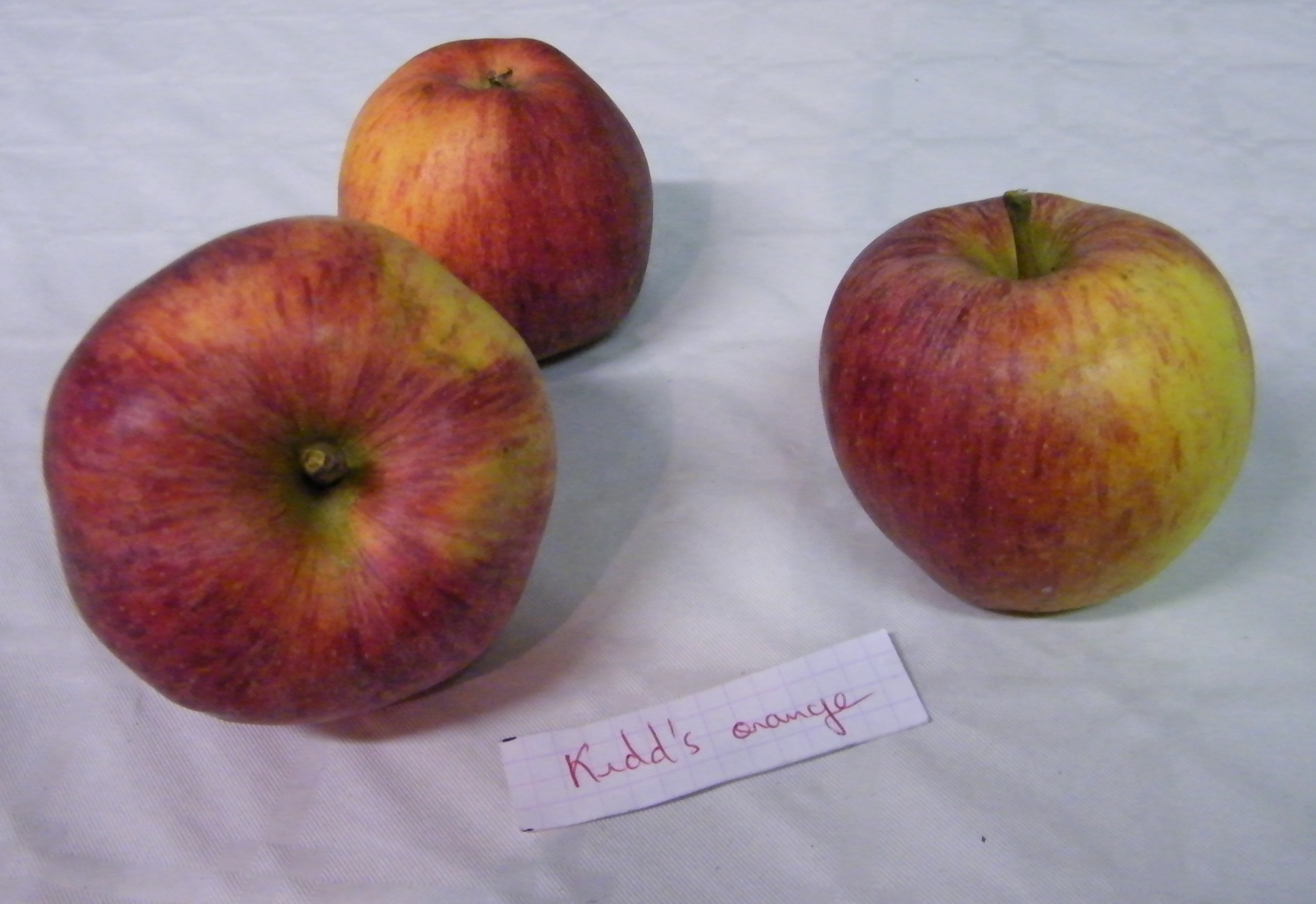
Kidd's Orange Red.

Il préconise fortement la recherche sur la prévention des maladies. 
Kidd se lance dans la création de nouvelles variétés de pommes. Impressionné par l'aspect attrayant de nouvelles variétés américaines comme Delicious et Jonathan, il est moins satisfait de leur saveur. Cherchant à combiner leur attrait visuel avec le meilleur goût des cultivars anglais familiers, il commence un programme de reproduction, notant la croissance des plants et gardant des registres méticuleux de ses expériences.
Le premier grand succès de Kidd vient d'une pollinisation croisée de Golden Delicious avec Orange Pippin Cox, en 1912 : la variété Delco, commercialisée comme Kidd's Orange Red. Après avoir planté la pomme sur son propre terrain, il vend les droits en 1930 au marchand Duncan et Davies qui répand la variété à travers le monde. Encouragé par ce succès, Kidd poursuit ses croisements. Il présente une haie fruitière à Greytown, aidant à établir une industrie prospère dans le district.
Plutôt frêle, mince, Kidd est de forte volonté, intelligent et débordant d'énergie. Il est actif dans la communauté locale, siégeant au conseil d'arrondissement de Greytown de 1922 à 1925. Il s'implique dans diverses organisations commerciales, la branche locale de l'Union des agriculteurs de Nouvelle-Zélande et la  Société d'horticulture industrielle de Greytown. 
Sa femme, Lola, est aussi une passionnée de jardinage. Elle joue un rôle important dans la société théâtrale locale et dans la bibliothèque publique. Après la mort de Hutton Kidd à Greytown le 24 octobre 1945, elle continue à entretenir le verger pendant quelques années avant de prendre sa retraite à Eastbourne où elle décède en 1970.
Elstar, Gala, Captain Kidd et Freyberg sont des variétés obtenues à partir des travaux de Kidd.

## Honneurs
En 1970, en reconnaissance du rôle joué par Hutton Kidd pour l'industrie de la pomme en Nouvelle-Zélande, la Fédération des Fruitgrowers  de Nouvelle-Zélande a institué le Memorial Award Kidd pour encourager la recherche de matériel génétique pour les vergers nationaux. L'influence de Kidd a survécu dans la génération suivante de pommes néo-zélandaises dont beaucoup ont été produites par les croisements de Gala avec d'autres variétés.